# James Milner
James Philip Milner MBE (Leeds, 4 januari 1986) is een Engels voetballer die doorgaans op het middenveld speelt. Hij verruilde Liverpool in de zomer van 2023 transfervrij voor Brighton & Hove Albion. Milner was van augustus 2009 tot en met juni 2016 international in het Engels voetbalelftal, waarvoor hij 61 interlands speelde en een keer scoorde.

## Clubcarrière

### Leeds United
Milner stootte in het seizoen 2002/03 door vanuit de jeugdopleiding van Leeds United. Na twee seizoenen in de Premier League met Leeds werd Milner verhuurd aan Swindon Town, dat uitkwam in de Second Division. Hij kwam uiteindelijk tot bijna vijftig competitiewedstrijden voor Leeds. Op 26 december 2002, werd hij met 16 jaar en 356 dagen de jongste speler die scoorde in de Premier League, door een goal in de met 2-1 gewonnen wedstrijden tegen Sunderland.

### Newcastle United
In 2004 nam Newcastle United Milner over van Leeds United. In zijn eerste seizoen was hij basisspeler, maar dat veranderde in zijn tweede seizoen. Newcastle-manager Bobby Robson, die Milner als zijn mentor zag, werd ontslagen en vervangen door Graeme Souness. Souness uitte zich controversieel over de middenvelder door te zeggen dat ze niet zouden winnen met "a team of James Milners." Door Souness werd Milner derhalve uitgeleend aan Aston Villa. De twee seizoenen was Glenn Roeder de nieuwe trainer en hij had Milner er graag bij. In die twee jaar miste Milner slechts vier competitiewedstrijden. Hij kwam tot 136 officiële wedstrijden voor Newcastle United, alvorens Aston Villa opnieuw interesse toonde in de middenvelder.

### Aston Villa
Milner tekende in augustus 2008 een vierjarig contract bij Aston Villa, dat £12.000.000,- voor hem betaalde. Dezelfde overgang was na een huurperiode in 2005/06 al bijna rond, maar Newcastle kwam daar toen op terug nadat het Mark Viduka kwijtraakte. In het seizoen 2009/10 werd hij uitgeroepen tot Professional Footballers' Association Young Player of the Year. Tevens haalde hij dat seizoen het Team van het Jaar van de Premier League. Hij speelde precies honderd wedstrijden in de Premier League voor Aston Villa, alvorens hij vertrok naar Manchester City.

### Manchester City
De overstap van Milner naar Manchester City in augustus 2010 kostte City naar verluidt £26.000.000. Hij was dan ook onbetwist basisspeler voor vijf seizoenen lang. Hij won met Manchester City twee keer de Premier League, in 2012 en 2014, de FA Cup in 2011, de EFL Cup in 2014 en de FA Community Shield in 2012. Hij kwam tot meer dan tweehonderd wedstrijden voor Manchester City, waarin hij achttien keer scoorde.

### Liverpool
Liverpool maakte op 4 juni 2015 bekend dat het een overeenkomst had met Milner over een transfer. Doordat zijn contract bij Manchester City ten einde liep en hij zijn contract niet wilde verlengen, kon hij transfervrij overstappen. In zijn tweede seizoen werd hij omgeturnd tot een linksback, omdat Liverpool niet tevreden was met Alberto Moreno. Hij speelde daar het volledige seizoen 2016/17 en miste slechts twee wedstrijden.
In 2019 won hij de Champions League met Liverpool door in de finale met 2-0 te winnen van Tottenham Hotspur. Milner kwam in de 62e minuut als invaller in het veld voor Georginio Wijnaldum.
Op 21 december 2019 werd hij wereldkampioen door in de finale met 1-0 te winnen van het Braziliaanse Flamengo. Milner kwam in de verlenging in de 100e minuut het veld in als vervanger voor Naby Keita.
Milner was de tweede aanvoerder van Liverpool, na Jordan Henderson.

### Brighton & Hove Albion
Nadat zijn contract bij Liverpool in juli 2023 ten einde liep, verliet Milner de club na acht seizoenen. Op 14 juli maakte Brighton & Hove Albion bekend een eenjarig contract met Milner te hebben afgesloten. Daar maakte hij zijn debuut op 12 augustus door te starten in de thuiswedstrijd tegen promovendus Luton Town. Brighton won de wedstrijd met 4-1 en met zijn basisplaats brak Milner een record in de Premier League door in 22 achtereenvolgende seizoenen in actie te komen in de hoogste afdeling.

## Clubstatistieken
| Seizoen         | Club                   | Competitie      | Competitie | Competitie | Beker | Beker | Internationaal | Internationaal | Totaal | Totaal |
| Seizoen         | Club                   | Competitie      | Wed.       | Dlp.       | Wed.  | Dlp.  | Wed.           | Dlp.           | Wed.   | Dlp.   |
| --------------- | ---------------------- | --------------- | ---------- | ---------- | ----- | ----- | -------------- | -------------- | ------ | ------ |
| 2002/03         | Leeds United           | Premier League  | 18         | 2          | 4     | 0     | —              | —              | 22     | 2      |
| 2003/04         | Leeds United           | Premier League  | 30         | 3          | 2     | 0     | —              | —              | 32     | 3      |
| 2003/04         | → Swindon Town         | Second Division | 6          | 2          | 0     | 0     | –              | –              | 6      | 2      |
| 2004/05         | Newcastle United       | Premier League  | 25         | 1          | 5     | 0     | 11             | 0              | 41     | 1      |
| 2005/06         | Newcastle United       | Premier League  | 3          | 0          | 0     | 0     | 4              | 2              | 7      | 2      |
| 2005/06         | → Aston Villa          | Premier League  | 27         | 1          | 6     | 2     | –              | –              | 33     | 3      |
| 2006/07         | Newcastle United       | Premier League  | 35         | 3          | 5     | 1     | 13             | 0              | 53     | 4      |
| 2007/08         | Newcastle United       | Premier League  | 29         | 2          | 3     | 1     | –              | –              | 32     | 3      |
| 2008/09         | Newcastle United       | Premier League  | 2          | 0          | 1     | 1     | –              | –              | 3      | 1      |
| 2008/09         | Aston Villa            | Premier League  | 36         | 3          | 3     | 3     | 4              | 0              | 43     | 6      |
| 2009/10         | Aston Villa            | Premier League  | 36         | 7          | 11    | 4     | 2              | 1              | 49     | 12     |
| 2010/11         | Aston Villa            | Premier League  | 1          | 1          | 0     | 0     | –              | –              | 1      | 1      |
| 2010/11         | Manchester City        | Premier League  | 32         | 0          | 4     | 1     | 5              | 0              | 41     | 1      |
| 2011/12         | Manchester City        | Premier League  | 26         | 3          | 5     | 0     | 6              | 0              | 37     | 3      |
| 2012/13         | Manchester City        | Premier League  | 26         | 4          | 8     | 0     | 2              | 0              | 36     | 4      |
| 2013/14         | Manchester City        | Premier League  | 31         | 1          | 7     | 0     | 6              | 1              | 44     | 2      |
| 2014/15         | Manchester City        | Premier League  | 32         | 5          | 5     | 2     | 8              | 1              | 45     | 8      |
| 2015/16         | Liverpool              | Premier League  | 28         | 5          | 5     | 0     | 11             | 2              | 44     | 7      |
| 2016/17         | Liverpool              | Premier League  | 36         | 7          | 4     | 0     | 0              | 0              | 40     | 7      |
| 2017/18         | Liverpool              | Premier League  | 32         | 0          | 2     | 1     | 13             | 0              | 47     | 1      |
| 2018/19         | Liverpool              | Premier League  | 31         | 5          | 2     | 0     | 12             | 2              | 45     | 7      |
| 2019/20         | Liverpool              | Premier League  | 22         | 2          | 7     | 2     | 8              | 0              | 37     | 4      |
| 2020/21         | Liverpool              | Premier League  | 26         | 0          | 4     | 0     | 6              | 0              | 36     | 0      |
| 2021/22         | Liverpool              | Premier League  | 24         | 0          | 7     | 0     | 8              | 0              | 39     | 0      |
| 2022/23         | Liverpool              | Premier League  | 31         | 0          | 4     | 0     | 8              | 0              | 43     | 0      |
| 2023/24         | Brighton & Hove Albion | Premier League  | 15         | 0          | 0     | 0     | 5              | 0              | 20     | 0      |
| 2024/25         | Brighton & Hove Albion | Premier League  | 1          | 0          | 0     | 0     | 0              | 0              | 1      | 0      |
| Carrière totaal | Carrière totaal        | Carrière totaal | 641        | 57         | 104   | 18    | 132            | 9              | 877    | 84     |

Bijgewerkt tot en met 21 augustus 2024.

## Interlandcarrière
Bondscoach Fabio Capello selecteerde Milner om mee te gaan naar het WK 2010. Daar begon hij in de basis in de groepswedstrijden tegen de Verenigde Staten (1–1) en Slovenië (0–1 winst) en in de met 4–1 verloren achtste finale tegen Duitsland. Milner nam met Engeland deel aan het Europees kampioenschap voetbal 2012 in Polen en Oekraïne, waar de ploeg van bondscoach Roy Hodgson in de kwartfinales na strafschoppen (2–4) werd uitgeschakeld door Italië. In de reguliere speeltijd plus verlenging waren beide teams blijven steken op 0–0. Op 16 mei 2016 werd Milner opgenomen in de voorselectie van Engeland voor het Europees kampioenschap voetbal 2016. Engeland werd in de achtste finale uitgeschakeld door IJsland (1–2) na doelpunten van Ragnar Sigurðsson en Kolbeinn Sigþórsson. Milner stopte in augustus 2016 als international.
| Interlands van James Milner voor Engeland | Interlands van James Milner voor Engeland | Interlands van James Milner voor Engeland | Interlands van James Milner voor Engeland | Interlands van James Milner voor Engeland | Interlands van James Milner voor Engeland | Interlands van James Milner voor Engeland |
| №                                         | Datum                                     | Wedstrijd                                 | Uitslag                                   | Competitie                                | Goals                                     |                                           |
| Als speler bij Aston Villa                | Als speler bij Aston Villa                | Als speler bij Aston Villa                | Als speler bij Aston Villa                | Als speler bij Aston Villa                | Als speler bij Aston Villa                | Als speler bij Aston Villa                |
| ----------------------------------------- | ----------------------------------------- | ----------------------------------------- | ----------------------------------------- | ----------------------------------------- | ----------------------------------------- | ----------------------------------------- |
| 1.                                        | 12 augustus 2009                          | Nederland – Engeland                      | 2 – 2                                     | Vriendschappelijk                         |                                           |                                           |
| 2.                                        | 5 september 2009                          | Engeland – Slovenië                       | 2 – 1                                     | Vriendschappelijk                         |                                           |                                           |
| 3.                                        | 9 september 2009                          | Engeland – Kroatië                        | 5 – 1                                     | Kwalificatie WK 2010                      |                                           |                                           |
| 4.                                        | 10 oktober 2009                           | Oekraïne – Engeland                       | 1 – 0                                     | Kwalificatie WK 2010                      |                                           |                                           |
| 5.                                        | 14 oktober 2009                           | Engeland – Wit-Rusland                    | 3 – 0                                     | Kwalificatie WK 2010                      |                                           |                                           |
| 6.                                        | 14 november 2009                          | Brazilië – Engeland                       | 1 – 0                                     | Vriendschappelijk                         |                                           |                                           |
| 7.                                        | 3 maart 2010                              | Engeland – Egypte                         | 3 – 1                                     | Vriendschappelijk                         |                                           |                                           |
| 8.                                        | 24 mei 2010                               | Engeland – Mexico                         | 3 – 1                                     | Vriendschappelijk                         |                                           |                                           |
| 9.                                        | 12 juni 2010                              | Verenigde Staten – Engeland               | 1 – 1                                     | WK 2010                                   |                                           |                                           |
| 10.                                       | 23 juni 2010                              | Engeland – Slovenië                       | 1 – 0                                     | WK 2010                                   |                                           |                                           |
| 11.                                       | 27 juni 2010                              | Engeland – Duitsland                      | 1 – 4                                     | WK 2010                                   |                                           |                                           |
| 12.                                       | 11 augustus 2010                          | Engeland – Hongarije                      | 2 – 1                                     | Vriendschappelijk                         |                                           |                                           |
| Als speler bij Manchester City            |                                           |                                           |                                           |                                           |                                           |                                           |
| 13.                                       | 3 september 2010                          | Engeland – Bulgarije                      | 4 – 0                                     | Kwalificatie EK 2012                      |                                           |                                           |
| 14.                                       | 7 september 2010                          | Zwitserland – Engeland                    | 1 – 3                                     | Kwalificatie EK 2012                      |                                           |                                           |
| 15.                                       | 17 november 2010                          | Engeland – Frankrijk                      | 1 – 2                                     | Vriendschappelijk                         |                                           |                                           |
| 16.                                       | 9 februari 2011                           | Denemarken – Engeland                     | 1 – 2                                     | Vriendschappelijk                         |                                           |                                           |
| 17.                                       | 26 maart 2011                             | Wales – Engeland                          | 0 – 2                                     | Kwalificatie EK 2012                      |                                           |                                           |
| 18.                                       | 29 maart 2011                             | Engeland – Ghana                          | 1 – 1                                     | Vriendschappelijk                         |                                           |                                           |
| 19.                                       | 4 juni 2011                               | Engeland – Zwitserland                    | 2 – 2                                     | Kwalificatie EK 2012                      |                                           |                                           |
| 20.                                       | 2 september 2011                          | Bulgarije – Engeland                      | 0 – 3                                     | Kwalificatie EK 2012                      |                                           |                                           |
| 21.                                       | 6 september 2011                          | Engeland – Wales                          | 1 – 0                                     | Kwalificatie EK 2012                      |                                           |                                           |
| 22.                                       | 12 november 2011                          | Engeland – Spanje                         | 1 – 0                                     | Vriendschappelijk                         |                                           |                                           |
| 23.                                       | 15 november 2011                          | Engeland – Zweden                         | 1 – 0                                     | Vriendschappelijk                         |                                           |                                           |
| 24.                                       | 29 februari 2012                          | Engeland – Nederland                      | 2 – 3                                     | Vriendschappelijk                         |                                           |                                           |
| 25.                                       | 26 mei 2012                               | Noorwegen – Engeland                      | 0 – 1                                     | Vriendschappelijk                         |                                           |                                           |
| 26.                                       | 2 juni 2012                               | Engeland – België                         | 1 – 0                                     | Vriendschappelijk                         |                                           |                                           |
| 27.                                       | 11 juni 2012                              | Engeland – Frankrijk                      | 1 – 1                                     | EK 2012                                   |                                           |                                           |
| 28.                                       | 15 juni 2012                              | Engeland – Zweden                         | 3 – 2                                     | EK 2012                                   |                                           |                                           |
| 29.                                       | 19 juni 2012                              | Oekraïne – Engeland                       | 0 – 1                                     | EK 2012                                   |                                           |                                           |
| 30.                                       | 24 juni 2012                              | Engeland – Italië                         | 0 – 0                                     | EK 2012                                   |                                           |                                           |
| 31.                                       | 15 augustus 2012                          | Engeland – Italië                         | 2 – 1                                     | Vriendschappelijk                         |                                           |                                           |
| 32.                                       | 7 september 2012                          | Moldavië – Engeland                       | 0 – 5                                     | Kwalificatie WK 2014                      | 74'                                       |                                           |
| 33.                                       | 11 september 2012                         | Engeland – Oekraïne                       | 1 – 1                                     | Kwalificatie WK 2014                      |                                           |                                           |
| 34.                                       | 17 oktober 2012                           | Polen – Engeland                          | 1 – 1                                     | Kwalificatie WK 2014                      |                                           |                                           |
| 35.                                       | 6 februari 2013                           | Engeland – Brazilië                       | 2 – 1                                     | Vriendschappelijk                         |                                           |                                           |
| 36.                                       | 26 maart 2013                             | Montenegro – Engeland                     | 1 – 1                                     | Kwalificatie WK 2014                      |                                           |                                           |
| 37.                                       | 29 mei 2013                               | Engeland – Ierland                        | 1 – 1                                     | Vriendschappelijk                         |                                           |                                           |
| 38.                                       | 2 juni 2013                               | Brazilië – Engeland                       | 2 – 2                                     | Vriendschappelijk                         |                                           |                                           |
| 39.                                       | 14 augustus 2013                          | Engeland – Schotland                      | 3 – 2                                     | Vriendschappelijk                         |                                           |                                           |
| 40.                                       | 6 september 2013                          | Engeland – Moldavië                       | 4 – 0                                     | Kwalificatie WK 2014                      |                                           |                                           |
| 41.                                       | 10 september 2013                         | Oekraïne – Engeland                       | 0 – 0                                     | Kwalificatie WK 2014                      |                                           |                                           |
| 42.                                       | 11 oktober 2013                           | Engeland – Montenegro                     | 4 – 1                                     | Kwalificatie WK 2014                      |                                           |                                           |
| 43.                                       | 15 oktober 2013                           | Engeland – Polen                          | 2 – 0                                     | Kwalificatie WK 2014                      |                                           |                                           |
| 44.                                       | 15 november 2013                          | Engeland – Chili                          | 0 – 2                                     | Vriendschappelijk                         |                                           |                                           |
| 45.                                       | 5 maart 2014                              | Engeland – Denemarken                     | 1 – 0                                     | Vriendschappelijk                         |                                           |                                           |
| 46.                                       | 30 mei 2014                               | Engeland – Peru                           | 3 – 0                                     | Vriendschappelijk                         |                                           |                                           |
| 47.                                       | 4 juni 2014                               | Ecuador – Engeland                        | 2 – 2                                     | Vriendschappelijk                         |                                           |                                           |
| 48.                                       | 24 juni 2014                              | Costa Rica – Engeland                     | 0 – 0                                     | WK 2014                                   |                                           |                                           |
| 49.                                       | 3 september 2014                          | Engeland – Noorwegen                      | 1 – 0                                     | Vriendschappelijk                         |                                           |                                           |
| 50.                                       | 8 september 2014                          | Zwitserland – Engeland                    | 0 – 2                                     | Kwalificatie EK 2016                      |                                           |                                           |
| 51.                                       | 9 oktober 2014                            | Engeland – San Marino                     | 5 – 0                                     | Kwalificatie EK 2016                      |                                           |                                           |
| 52.                                       | 15 november 2014                          | Engeland – Slovenië                       | 3 – 1                                     | Kwalificatie EK 2016                      |                                           |                                           |
| 53.                                       | 18 november 2014                          | Schotland – Engeland                      | 1 – 3                                     | Vriendschappelijk                         |                                           |                                           |
| 54.                                       | 7 juni 2015                               | Ierland – Engeland                        | 0 – 0                                     | Vriendschappelijk                         |                                           |                                           |
| Als speler bij Liverpool                  |                                           |                                           |                                           |                                           |                                           |                                           |
| 55.                                       | 5 september 2015                          | San Marino – Engeland                     | 0 – 6                                     | Kwalificatie EK 2016                      |                                           |                                           |
| 56.                                       | 8 september 2015                          | Engeland – Zwitserland                    | 2 – 0                                     | Kwalificatie EK 2016                      |                                           |                                           |
| 57.                                       | 9 oktober 2015                            | Engeland – Estland                        | 2 – 0                                     | Kwalificatie EK 2016                      |                                           |                                           |
| 58.                                       | 29 maart 2016                             | Engeland – Nederland                      | 1 – 2                                     | Vriendschappelijk                         |                                           |                                           |
| 59.                                       | 27 mei 2016                               | Engeland – Australië                      | 2 – 1                                     | Vriendschappelijk                         |                                           |                                           |
| 60.                                       | 2 juni 2016                               | Engeland – Portugal                       | 1 – 0                                     | Vriendschappelijk                         |                                           |                                           |
| 61.                                       | 11 juni 2016                              | Engeland – Rusland                        | 1 – 1                                     | EK 2016                                   |                                           |                                           |

## Erelijst
| Competitie            |                  |                  |                  |                  |
| Competitie            | Aantal           | Jaren            |                  |                  |
| Newcastle United      | Newcastle United | Newcastle United | Newcastle United | Newcastle United |
| --------------------- | ---------------- | ---------------- | ---------------- | ---------------- |
| UEFA Intertoto Cup    | 1x               | 2006             |                  |                  |
| Manchester City       |                  |                  |                  |                  |
| Premier League        | 2x               | 2011/12, 2013/14 |                  |                  |
| FA Cup                | 1x               | 2010/11          |                  |                  |
| FA Community Shield   | 1x               | 2012             |                  |                  |
| Football League Cup   | 1x               | 2013/14          |                  |                  |
| Liverpool             |                  |                  |                  |                  |
| UEFA Champions League | 1x               | 2018/19          |                  |                  |
| UEFA Super Cup        | 1x               | 2019             |                  |                  |
| FIFA Club World Cup   | 1x               | 2019             |                  |                  |
| Premier League        | 1x               | 2019/20          |                  |                  |
| EFL Cup               | 1x               | 2021/22          |                  |                  |
| FA Cup                | 1x               | 2021/22          |                  |                  |
| FA Community Shield   | 1x               | 2022             |                  |                  |

## Trivia
- Milner kreeg op 19 januari 2019 zijn tweede gele kaart in de competitiewedstrijd tegen Crystal Palace. Opmerkelijk hierbij is dat de scheidsrechter in kwestie, John Moss, ooit nog zijn turnleraar en jeugdcoach is geweest.[4]